# Каганович, Роман Борисович
Рома́н Бори́сович Кагано́вич (род. 11 октября 1983, СССР) — российский театральный режиссёр и актёр. Лауреат Национальных театральных премий «Золотая маска» за спектакли «Интервью В.» по книге «Дорогой длинною» Александра Вертинского в 2022 году и «Посмотри на него» по пьесе Анны Старобинец в 2020 году. Обе премии были получены в номинации «Работа режиссёра». Роман Каганович — главный режиссёр и художественный руководитель петербургского «Театра ненормативной пластики».

## Биография
Роман Каганович родился 11 октября 1983 года. В 2005 году он окончил Российский государственный институт сценических искусств в Санкт-Петербурге по специальности «Актёр драматического театра и кино». Учился в классе профессора кафедры режиссуры института, заслуженного деятеля искусств Республики Карелия Андрея Андреева. Продолжил обучение в аспирантуре альма-матер и преподавал в этом вузе сценическое движение.
В качестве актёра Роман Каганович выступал в ряде государственных и независимых театрах Санкт-Петербурга, в частности в театрах «За Чёрной речкой», «Наш театр», «Пушкинская школа» и «Мюзик-Холл». Он ставил трюки в постановках Большого Санкт-Петербургского государственного цирка. Каганович выступил в качестве постановщика сценического движения в спектаклях Большого драматического театра имени Г. А. Товстоногова, в театре «Суббота», в Театре-фестивале «Балтийский дом», в театре «Мастерская», в театре «За Чёрной речкой», в Хакасском национальном театре драмы и этнической музыки «Читiген» в Абакане, а также в Могилёвском театре кукол.
В качестве приглашённого режиссёра поставил спектакли «Парень, которому немного повезло» по Ксении Гашевой и «Васса Железнова» по одноимённой пьесе Максима Горького в Коми-Пермяцком национальном драматическом театре имени М. Горького в Кудымкаре, «Можно попросить Нину?» по Киру Булычеву и «Морфий» по одноимённому рассказу Михаила Булгакова в Няганском театре юного зрителя, «Вдох-Выдох»  в Тверском театре юного зрителя, «Любовь во множественном числе» в Пермском Театре-Театре, «Каренин» по пьесе Василия Сигарева в Ярославском театре драмы имени Ф. Волкова, «Зверский детектив» по Анне Старобинец в Московском театре юного зрителя, «Я сижу на берегу» Марии Огневой по произведениям Рубена Давида Гонсалеса Гальего в Театре-фестивале «Балтийский дом».

## Роман Каганович и «Театр ненормативной пластики»
К началу 2020-х годов Роман Каганович — главный режиссёр и художественный руководитель петербургского «Театра ненормативной пластики». Театр был создан в 2012 году Романом Кагановичем и петербургским актёром и режиссёром Максимом Пахомовым. Среди постановок театра, в которых Каганович выступил в качестве режиссёра, «Сибирь» по одноимённой пьесе-монологу австрийского драматурга Феликса Миттерера, «За белым кроликом», в основе которой документальная пьеса Марии Огневой о событиях 2012 года, когда две двадцатилетние девушки были изнасилованы и убиты в заброшенном пионерском лагере, а также «Интервью В.» по автобиографической книге «Дорогой длинною» российского и советского актёра и певца Александра Вертинского. Два спектакля этого театра — «Интервью В.» в 2022 году и «Посмотри на него» по пьесе Анны Старобинец в 2020 году стали лауреатами Национальной театральной премии «Золотая маска» в номинации «Работа режиссёра».

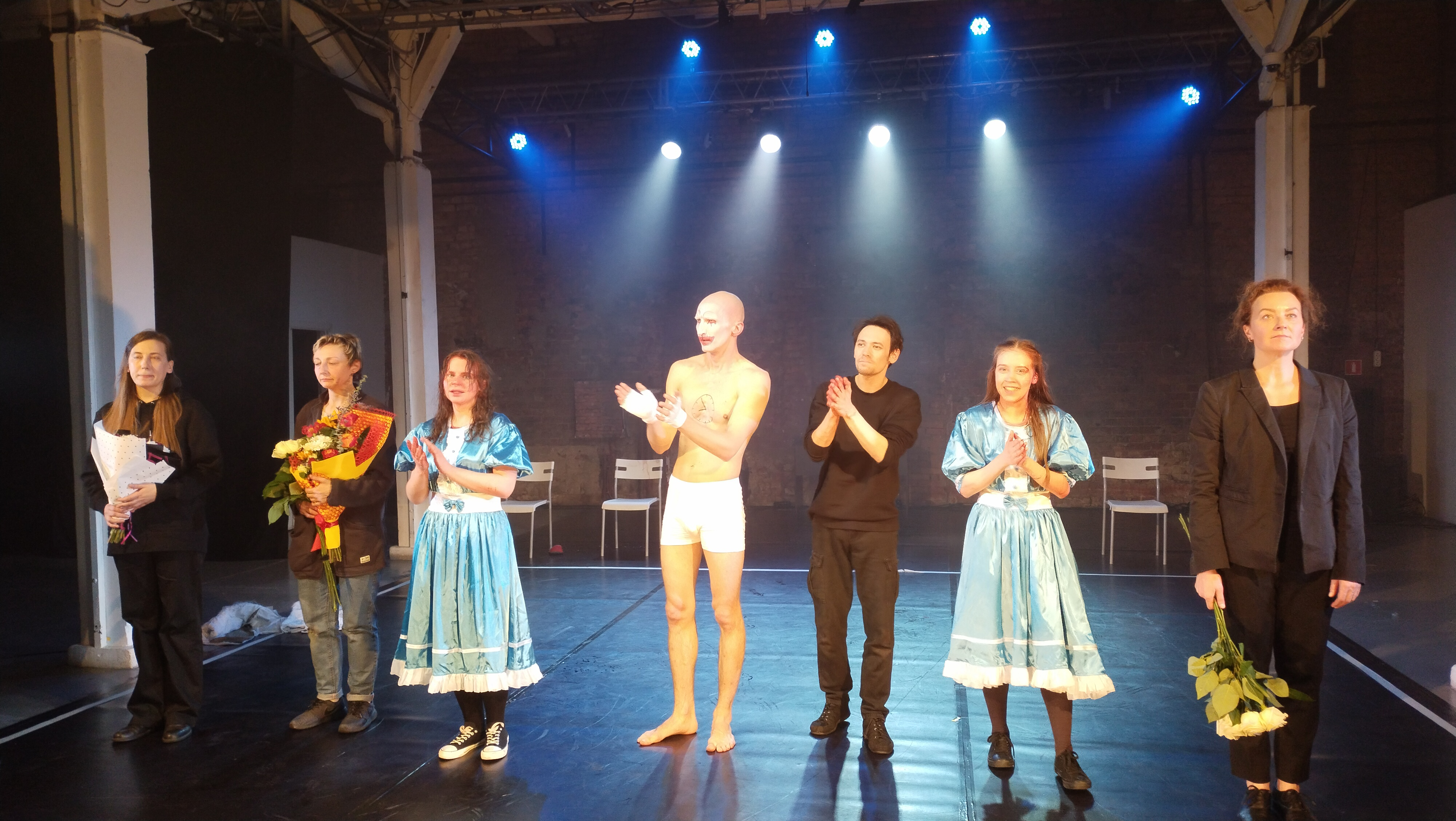
Выход на аплодисменты актёров спектакля «За белым кроликом», апрель 2024 года

Театральный критик Ольга Каммари отмечала три группы персонажей на сцене в пьесе «За белым кроликом» в постановке Кагановича: мистическое трио — Алиса-1, Алиса-2 (девушки, убитые маньяком) и их спутник в последнем путешествии Белый кролик (актёр Сергей Азеев в белых трусах-боксёрах и белой шапочке с ушками, белый сюртук надет на обнажённую грудь, а кэрролловские часы нарисованы маркером прямо на груди актёра); убитые горем их матери, тщетно пытающиеся добиться наказания для убийцы; подруга убитых Ольга, которая спустя многие годы боится заводить ребёнка, одетая в чёрное, она бесстрастным голосом зачитывает предназначенный ей автором текст в микрофон. Декорации представлены только стульями, стоящими на фоне кирпичной стены. О сцене изнасилования и убийства Каммари писала: «В этот момент, сидя в зрительном зале, испытываешь настоящий ужас, ужас забирается по телу холодными мурашками от самых щиколоток до макушки, пронизывая тебя целиком». В финале спектакля Ольга принимает решение родить ребёнка. Каммари так комментирует это решение: «Подобно Квентину Тарантино, отомстившему всем обкуренным сектантам за убитую Шэрон Тейт, Каганович таким образом тоже восстанавливает справедливость, хотя бы в пространстве театра».
В 2022 году «Театр ненормативной пластики» в постановке Романа Кагановича представил зрителям на Новой сцене Александринского театра спектакль «Шиле» по пьесе Анастасии Букреевой, посвящённый эпизоду из жизни австрийского живописца Эгона Шиле. Позже спектакль был перенесён на сцену независимой театральной площадки «Скороход». Сцена спектакля представляет собой своеобразный боксёрский ринг. Пространство её построено в форме коридора, с одной стороны которого находится стол, за которым восседают судьи, а с другой стороны находится клетка с подсудимым — австрийским художником. Зрители сидят с двух сторон от сцены: друг напротив друга, а артисты во время спектакля не уходят за кулисы. Игрушечный паровоз нарезает круги по железной дороге под потолком сцены-зала. Спектакль существует в двух параллельных реальностях: враждебное творцу государство представлено в лице суда и дающего показания на процессе Эгона Шиле Эксперта и «самодостаточный даже в клетке, хрупкий и прекрасный мир художника и воспоминаний его жизни». По выражению театрального критика Милы Денёвой, «карнавализация бытия [в спектакле] с утрированными образами взвинчивается постепенно и в какой-то момент доходит до абсурда, ошпаривает ужасом зал. Распалённые собственным всевластием, продолжающие суд не с целью разобраться (подсудимый виновен априори, потому что «художник не человек»), а с целью унизить, господа верховные заседатели к финалу расчеловечиваются вовсе».
Спектакль «Шиле» был выдвинут в сразу нескольких номинациях на соискание Высшей театральной премии Санкт-Петербурга «Золотой софит» в 2022 году и удостоился награды в номинациях «Лучшая роль», «Лучшая второстепенная роль», «Лучшая работа художника» и «Лучший спектакль» категории «Негосударственные театры».